# Scabrobunus
Scabrobunus is een geslacht van hooiwagens uit de familie Assamiidae.
De wetenschappelijke naam Scabrobunus is voor het eerst geldig gepubliceerd door Roewer in 1912. 

## Soorten
Scabrobunus is monotypisch en omvat slechts de volgende soort:
- Scabrobunus filipes